# Cinemabyen
|  | Denne artikel beskriver en fremtidig begivenhed Denne artikel eller sektion handler om planlagt eller forventet fremtidig begivenhed. Der kan forekomme spekulativ information, og indholdet kan ændres dramatisk når begivenheden nærmer sig og mere information bliver tilgængelig. |

Cinemabyen i Helsingør er det nyt stort område mellem Rønnebær Allé, Kongevejen og Fredericiavej. I midten af området har politikerne tilladt to bygninger på syv etager. De kommer til at ligge tæt på Helsingørs Movie House, Helsingør Gymnasium, Atletik station, ny svømmhal, multiparken, McDonalds, Sats m.m. .
- Koordinater : 56°01′27″N 12°35′22″Ø / 56.024212°N 12.589409°Ø